# Die Kreatur

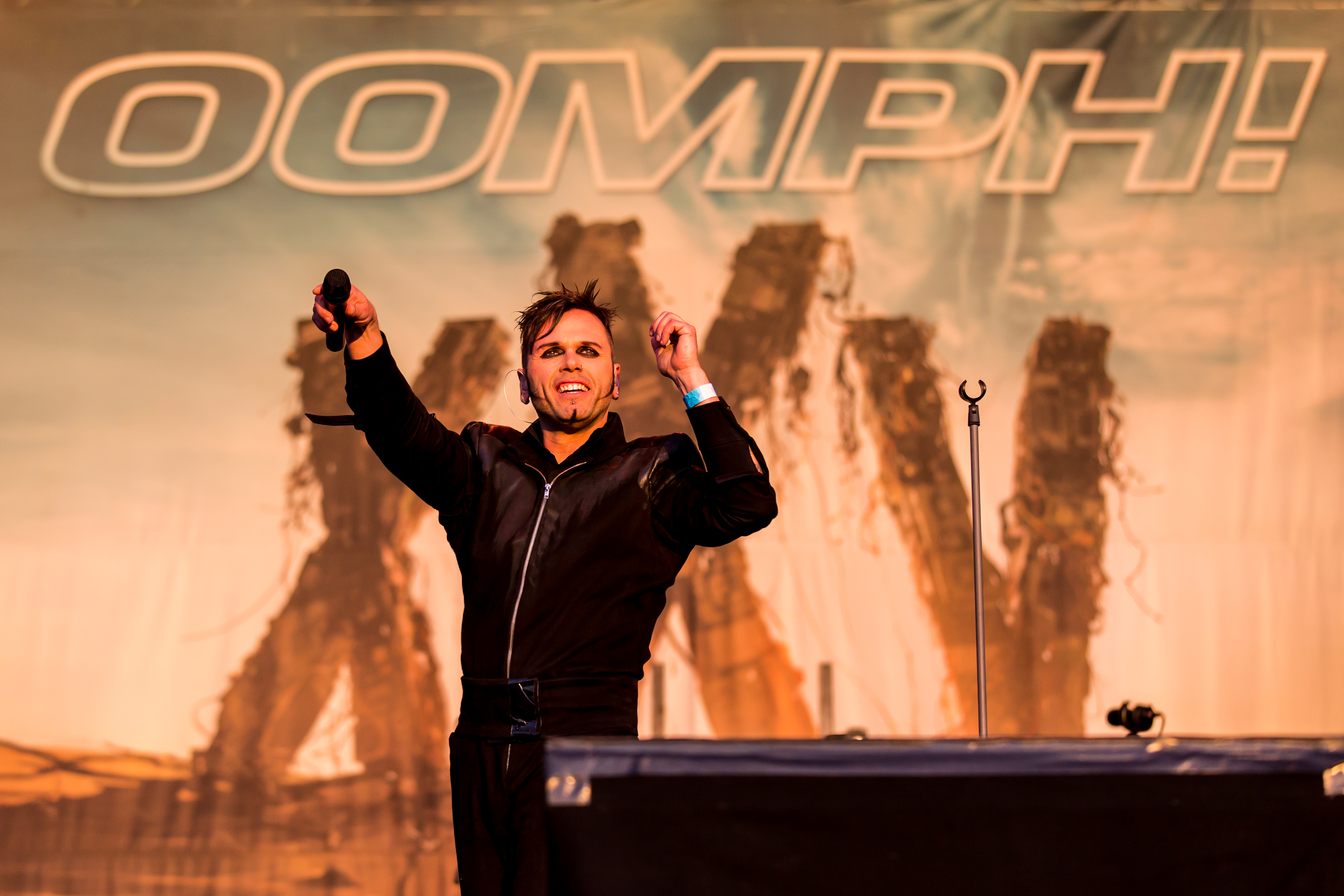
Деро Гої (Oomph!)

Die Kreatur — проєкт двох вокалістів Деро Гої (колишній вокаліст Oomph!) та Кріса Хармса з Lord of the Lost.

## Історія гурту

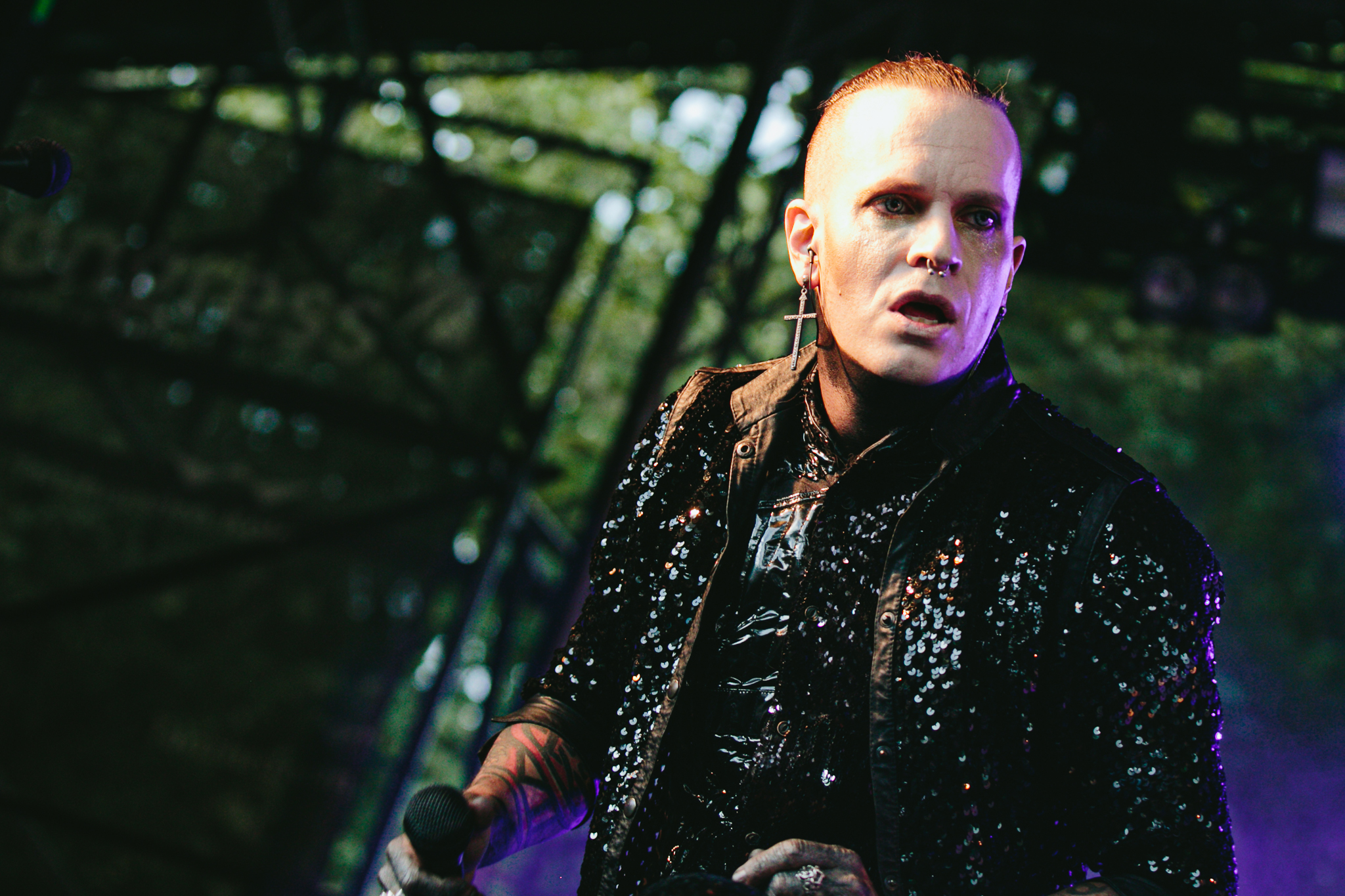
Кріс Хармс (Lord of the Lost)

У 2020 році два співаки Деро Гої (Oomph!) та Кріс Хармс (Lord of the Lost) оголосили про запуск спільного проєкту під назвою Die Kreatur. До цього кожен з них мав гостьовий внесок в альбом іншої групи. Наприклад, Кріс співав разом з Деро у пісні Europa з альбому Ritual, а Деро можна почути у пісні Abracadabra із бонус-диску альбому Thornstar гурту Lord of the Lost. Обидва альбоми були випущені на лейблі Napalm Records, який також підписав контракт із нещодавно сформованим дуетом.
Дебютний альбом Panoptikum вийшов 22 травня 2020 року на Napalm Records. Альбом містив кавер-версію хіта Der goldene Reiter Йоахіма Вітта. 29 травня 2020 року Panoptikum посів 8 місце в чартах альбомів Німеччини та 31 травня 2020 року — 90 місце в чартах альбомів Швейцарії.

## Музичний стиль
Музично дует можна віднести до Neue Deutsche Härte. Голоси обох співаків схожі за експресією та інтонацією.

## Дискографія
- 2020: Panoptikum (Napalm Records)